# Hampasandra, Gauribidanur
Hampasandra là một làng thuộc tehsil Gauribidanur, huyện Kolar, bang Karnataka, Ấn Độ.